# Spisak pešadijskog naoružanja Prvog svetskog rata
Ovo je spisak pešadijskog naoružanja iz Prvog svetskog rata (1914-1918).

## Austro-Ugarska

### Hladno oružje
- M1858/61 Kavalleriesabel
- M1862 Infanteriesabel
- M1873 Artilleriesabel
- M1904 Kavalleriesabel
- M1915 Pionirski mač

### Raketni bacač
- Hebel M1894

### Pištolji
- Browning FN M1900
- Dreyse M1907
- Frommer M1912 Stop
- Gaser M1870, M1870/84 i M1873
- Gaser-Kropaček M1876
- Mannlicher M1901
- Mauzer C96
- Rast i Gaser M1898
- Roth–Sauer 7.65mm M1900
- Roth–Steyr M1907
- Steyr M1912
- Steyr-Pieper M1908
- Steyr-Pieper M1909
- Verder pištolj M1869

### Automatsko oružje
- Steyr M1912 dvocevni pištolj (verzija sa duplom cevi)
- Steyr M1912/P16 machinen pistole (verzija sa jednom cevi)

### Puške
- GRC Gewehr 88/05
- Kropatschek M1886 i M1893
- Mannlicher M1886/88
- Mannlicher M1888 i M1888/90
- Mannlicher M1890 Carbine
- Mannlicher M1893
- Mannlicher M1895
- Mannlicher–Schönauer M1903/14
- Mauser Gewehr 98
- Mauser M1903
- Mondragón M1908
- Steyr-Mauser M1912
- Vencl M1867
- Verndl M1867

### Mitraljezi
- DWM MG 08
- Madsen M1902
- Švarcloze M1907 i M1907/12
- Švarcloze M1916 i M1916A
- Škoda M1893 i M1902
- Škoda M1909 i M1913

### Granate
- M1915, M1916 i M1917 Stielhandgranate
- M1917 Eierhandgranate
- Rohr Handgranate

### Bacači plamena
- Flammenwerfer M1916
- Kleinflammenwerfer M1911

### Minobacači
- 7.5cm M1917 Minenwerfer
- 9cm M1914 i M1914/16 Minenwerfer
- 9cm M1917 Minenwerfer
- 12cm M1915 Minenwerfer
- 12cm M1916 Luftminenwerfer
- Ehrhardt 10.5cm M1915 Luftminenwerfer
- Esslingen 15cm M1915 Luftminenwerfer
- Granatenwerfer 16[1]
- Lanz 9.15cm M1914 leicht Minenwerfer
- Roka-Halasz 8cm M1915 Luftminenwerfer
- Schnellwerfer[1] (Minobacač granata)
- Škoda 14cm M1915 and M1916 Minenwerfer

### Oružje za podršku
- Škoda 3.7cm M1915 Infanteriegeschutz

## Kraljevina Belgija

### Pištolji
- Browning FN M1900
- Browning FN M1903
- Browning FN M1910
- Colt M1903 Pocket Hammerless
- Nagan M1895
- Ruby M1914

### Sačmare
- Browning Auto-5 (Koristi Garde Civique)

### Puške
- Gewehr M1898
- Berthier M1907
- Comblain M1882, M1883 and M1888
- Gras M1874
- Lebel M1886/93
- Mauser M1889
- Mauser M1893

### Mitraljezi
- Šoša M1915
- Colt–Browning M1895/14
- Hotchkiss M1909
- Hočkis M1914
- Luis M1914
- Maksim M1911

### Granate
- F1 M1915, M1916 i M1917
- Milsova bomba No.5, No.23 i No.36
- Viven-Bessières M1916 rifle grenade

### Minobacači
- Saint Chamond 142mm M1915 Delattre[2]
- Schneider 75mm M1915
- Van Deuren 70mm M1915[3]

## Britanska imperija

### Hladno oružje
- Kukri mačeta (koriste ga pukovi Gurka)
- M1907 bajonet
- Pattern P1897 officer's sword
- Bajonet pištolja

### Raketni bacači
- Webley & Scott Mark III

### Pištolji
- Colt M1903 Pocket Hammerless
- Colt M1909 New Service
- Colt M1911
- Enfield Mk I i Mk II
- Lancaster M1860
- Mauzer C96
- Smith & Wesson M1899
- Smith & Wesson M1917
- Smit & Weson No.3
- Smith & Wesson Triple Lock
- Webley–Fosbery Automatic (Privatna kupovina samo za oficire)
- Vebli Buldog
- Vebli Mk IV, Mk V i Mk VI
- Webley Self-Loading Mk I

### Puške
- Arisaka Type 30 (Kraljevska mornarica i samo za kućnu odbranu)
- Arisaka Type 38
- Elephant gun (Ad hok upotreba protiv snajpera)
- Enfield Pattern P1914
- Farquhar–Hill Pattern P1918 (Samo za vojne testove)
- Farquharson M1872
- Lee–Enfield Magazine Mk I
- Lee–Enfield Short Magazine Mk I, Mk II i Mk III
- Lee–Metford Mk I i Mk II
- Lee–Speed No.1 i No.2
- Mauser–Verqueiro M1904 (Koristi ga Južnoafrička jedinica)
- Marlin M1894
- Martini–Enfield Mk I i Mk II
- Martini–Henry Mk IV
- Remington M1901 Rolling Block
- Remington Model 14-1/2
- Ross Mark III (Kanadska služba)
- Snider–Enfield Mk III
- Winchester M1886 (Kraljevski leteći korpus)
- Winchester M1892 (Kraljevska mornarica)
- Winchester M1894 (Upotreba na brodu Kraljevske mornarice)
- Winchester M1895{
- Winchester M1907 (120 pušaka za Kraljevski letački korpus)
- Winchester M1910

### Mitraljezi
- Colt–Browning M1895/14 (Kanadska služba)
- Browning M1917
- Hotchkiss Mk I
- Luis (mitraljez)
- Madsen M1902 (Indija)
- Maxim M1884
- Vikers

### Granate
- No.1 grenade
- No.2 grenade (Takođe poznat kao "Hales")
- No.3 rifle grenade (Takođe poznat kao "Hales")
- No.5, No.23 and No.36 grenade (Takođe poznat kao "Mills")
- No.6 and No.7 grenade
- No.8 and No.9 double cylinder grenade (Takođe poznat kao "Jam tin")
- No.15 and No.16 grenade (Takođe poznat kao "Ball")
- No.17 rifle grenade[4]
- No.20 rifle grenade[4]
- No.22 rifle grenade[4]
- No.24 rifle grenade[4]
- No.35 rifle grenade[4]
- No.44 rifle grenade[4]

Uklanjanje pešadijskih prepreka sa eksplozivnim punjenjem
- McClintock Bangalore torpedo

### Bacači plamena
- Hay portable flamethrower
- Morriss portable flamethrower

### Minobacači
- 2-inch mortar
- 3.7-inch mortar
- 4-inch mortar
- Garland trench mortar
- Livens Projector
- Newton 6-inch mortar
- Stokes mortar
- Vickers 1.57-inch mortar

### Projektilno oružje (Katapulti)
- Leach Trench Catapult
- Sauterelle
- West Spring Gun

### Protivvazdušno oružje
- Maxim QF 1-pounder pom-pom
- QF 2-pounder naval AA gun (Šesnaest pušaka)
- QF 12-pounder 12 cwt AA gun
- QF 13-pounder Mk IV AA gun (Šest pušaka)
- QF 13-pounder 9 cwt AA gun
- QF 13-pounder 6 cwt AA gun

## Kraljevina Bugarska

### Pištolji
- Beholla M1915
- Browning FN M1903
- Frommer M1912 Stop
- Luger P08
- Mauzer C96
- Nagant M1895
- Smit & Weson No.3

### Puške
- Berdan M1870
- Gras M1874
- Krnka M1867
- Mannlicher M1886/88
- Mannlicher M1888 i M1888/90
- Mannlicher M1890
- Mannlicher M1895
- Mauser Gewehr 71
- Mosin–Nagant M1891
- Peabody–Martini–Henry M1874

### Mitraljezi
- DWM MG 08
- Madsen M1902
- Maxim M1904 i M1907
- Saint Étienne M1907
- Schmeisser-Dreyse MG 12[5]
- Švarcloze M1907/12

### Bacači plamena
- Kleinflammenwerfer M1911

### Pešadijski minobacači
- Granatenwerfer 16

## Трећа француска реpublika

### Hladno oružje
- Clous Françaos (Nož za nokte)
- Lebel M1886/14 poignard baïonnette (Bodež bajoneta)
- M1882 le sabre d'officier d'infanterie (Mač)
- M1916 couteau poignard (Bodež, poznat i kao Osvetnik)

### Pištolji
- Browning FN M1900
- Chamelot–Delvigne M1873 i M1874
- Colt M1892
- Colt M1911
- Ruby M1914
- Saint Étienne M1892
- Savage M1907
- Smith & Wesson M1899
- Star M1914

### Puške
- Berthier M1890, M1892, M1892/16, M1902, M1907, M1907/15 i M1916
- Chassepot M1866/74
- Gras M1874 i M1874/14
- Kropatschek M1884 i M1885
- Lebel M1886/93
- Lee–Metford Mk I and Mk II
- Meunier M1916
- Remington M1867 i M1914 Rolling Block
- Remington Model 8
- Remington–Lee M1887
- RSC M1917 i M1918
- Winchester M1894
- Winchester M1907
- Winchester M1907/17
- Winchester M1910

### Mitraljezi
- Chauchat M1915
- Colt–Browning M1895/14
- Darne M1916
- Hotchkiss M1909
- Hotchkiss M1914
- Puteaux M1905
- Saint Étienne M1907 i M1907/16

### Granate
- Bezossi M1915[6]
- F1 M1915, M1916 i M1917
- OF1 M1915 grenade[6]
- P1 M1915 grenade[6]
- Suffocante M1914 and M1916 gas grenade[6]
- M1847 ball grenade[6]
- M1914 ball grenade[6]
- M1918 anti-tank grenade
- Pig iron lighting grenade[6]
- Bertrand M1915 and M1916 gas grenade[6]
- Foug M1916 grenade[6]
- IIIrd army grenade[6]
- DR M1916 rifle grenade[6]
- Feuillette rifle grenade[6]
- Viven-Bessières M1916 rifle grenade

- Barbed wire destruction rod grenade[6]

### Bacači plamena
- P3 and P4 portable flamethrower
- Schilt portable flamethrower

### Minobacači
- Aasen 88.9mm M1915
- Saint Étienne 58mm T No.1
- Saint Étienne 58mm T No.2
- Schneider 75mm M1915
- Van Deuren 70mm M1915[3]

### Projektilno oružje
- Sauterelle

### Oružje za podršku
- Puteaux 37mm M1916

## Nemačko carstvo

### Hladno oružje
- M1889 Infanteriesäbel (Mač)
- Seitengewehr 84/98 III (Bajonet)
- Seitengewehr 98/05 (Bajonet)

### Raketni bacač
- Hebel M1894

### Pištolji
- Bayard M1908
- Beholla M1915
- Bergmann–Bayard M1910
- Dreyse M1907
- Frommer M1912 Stop
- Langenhan M1914 Selbstlader
- Luger P04 i P08
- Mauzer C96
- Mauser C78 i C86 Zig-Zag
- Mauser M1910 i M1914
- Reichsrevolver M1879 i M1883
- Schwarzlose M1908
- Steyr M1912

### Automati
- Bergmann MP 18-I

### Puške
- Elefantengewehr
- GRC Gewehr 88/05, Gewehr 88/14, Gewehr 91 i Karabiner 88
- Mauser Gewehr 71 i 71/84
- Mauser Gewehr 98
- Mauser Karabiner 98A
- Mauser M1887
- Mauser M1915 i M1916 Selbstlader
- Mondragón M1908
- Werder M1869

### Mitraljezi
- Bergmann MG 15 (Verzija sa vodenim hlađenjem)
- Bergmann MG 15nA (Verzija sa vazdušnim hlađenjem)
- DWM MG 99, MG 01, MG 08, MG 08/15, MG 08/18 i MG 09
- DWM Parabellum MG 14 i MG 14/17
- Gast M1917
- Madsen M1902
- Schmeisser-Dreyse MG 12, MG 15 and MG 18[5]

### Granate
- M1913 Karabingranate[1]
- M1914 Karabingranate[1]
- M1917 Karabingranate[1]
- M1913 Kugelhandgranate
- M1915 Kugelhandgranate NA
- M1915 Diskushandgranate[1] (Ofanzivna i odbrambena verzija)
- M1915, M1916 and M1917 Stielhandgranate
- M1917 Eierhandgranate

### Bacači plamena
- Flammenwerfer M1916
- Kleinflammenwerfer M1911
- Wechselapparat Flammenwerfer M1917

### Minobacači
- Granatenwerfer 16[1]
- Lanz 9.15cm M1914 leicht Minenwerfer
- Rheinmetall 7.58cm M1914 leicht Minenwerfer AA i NA
- Rheinmetall 17cm M1913 mittler Minenwerfer

### Oružje za podršku
- Krupp 7.62cm L/16.5 Infanteriegeschütz
- Krupp 7.7cm L/20 Infanteriegeschütz
- Krupp 7.7cm L/27 Infanteriegeschütz

### Protivtenkovske mine
- Flachmine 17

- Becker 2cm M2 Tankabwehrgewehr
- DWM 1.32cm MG 18 Tank und Flieger
- Mauser 1.3cm M1918 Tankgewehr
- Rheinmetall 3.7cm M1918 Tankabwehrkanone

### Protivvazdušno oružje
- Becker 2cm M2 Flugzeugabwehrgewehr
- DWM 1.32cm MG 18 Tank und Flieger
- Krupp 3.7cm L/14.5 Sockelflugzeugabwehrkanone
- Krupp 7.62cm L/30 Flugzeugabwehrkanone
- Krupp 7.7cm L/27 Flugzeugabwehrkanone
- Krupp 7.7cm L/35 Flugzeugabwehrkanone

## Kraljevina Grčka

### Hladno oružje
- Bajonet

### Pištolji
- Bergmann-Bayard M1903 i M1908
- Browning FN M1900
- Browning FN M1903
- Chamelot-Delvigne M1873, M1874 i M1884
- Colt M1907 Army Special
- Mannlicher M1901
- Nagant M1895
- Ruby M1914

### Puške
- Berthier M1892, M1892/16, M1907/15 i M1916
- Gras M1874 i M1874/14
- Lebel M1886/93
- Mannlicher M1895
- Mannlicher-Schönauer M1903 i M1903/14

### Mitraljezi
- Chauchat M1915
- Colt-Browning M1895/14
- Hotchkiss M1914
- Saint Étienne M1907/16
- Schwarzlose M1907/12

### Granate
- F1 M1915, M1916 i M1917
- Improvizovane bombe i granate

### Minobacači
- Aasen 88.9mm M1915
- Stokes mortar

## Kraljevina Italija

### Hladno oružje
- M1891 sciabola baionetta (Bajonet sa mačem)

### Pištolji
- Beretta M1915
- Bodeo M1889
- Brixia M1913
- Chamelot–Delvigne M1873 i M1874
- Glisenti M1910
- Mauzer C96
- Ruby M1914
- Smith & Wesson No.3

### Automati
- OVP 1918
- Beretta M1918
- Villar-Perosa M1915

### Puške
- Berthier M1892, M1892/16, M1907/15 i M1916
- Carcano M1891
- Lebel M1886/93
- Vetterli M1870, M1870/87 i M1870/87/15

### Mitraljezi
- Chauchat M1915
- Colt–Browning M1895/14
- Fijat M1914
- Gardner M1886
- Hočkis M1914
- Luis
- Maxim M1906 i M1911
- Nordenfelt M1884
- Perino M1908
- Saint Étienne M1907
- Vickers Mk I

### Granate
- Bezossi M1915[6]
- Lenticolare M1914

### Bacači plamena
- Schilt portable flamethrower

### Minobacači
- Stokes mortar
- Saint Étienne 58mm T No.2

## Japansko carstvo

### Hladno oružje
- Guntō (mač)
- Type 30 bayonet

### Pištolji
- Hino–Komuro M1908
- Meiji Type 26
- Nambu Type B
- Smith & Wesson No.3

### Puške
- Arisaka Type 30
- Arisaka Type 35
- Arisaka Type 38
- Arisaka Type 44 Carbine
- Murata Type 13, Type 18 i Type 22
- Snajder-Enfild

### Mitraljezi
- Hotchkiss M1900
- Nambu Type 3

## Kraljevina Crna Gora

### Pištolji
- Gaser M1870/74 i M1880
- Mannlicher M1901
- Rast i Gaser M1898
- Smith & Wesson M1899
- Smit i Weson model 3

### Puške
- Berdan M1870
- Gras M1874
- Mosin–Nagant M1891
- Wänzl M1867
- Werndl-Holub M1867

### Mitraljezi
- DWM MG 08
- Maxim M1906 i M1912
- Nordenfelt multiple barrel gun

## Osmansko carstvo

### Hladno oružje
- Koplje (koje koriste samo konjički pukovi)
- Rovovska batina
- Mač (koristi samo konjički puk ili oficir)
- Ханџар
- Јатаган
- M1890 bayonets

### Pištolji
- Beholla M1915
- Browning FN M1903
- Frommer M1912 Stop
- Luger P08
- Mauzer C96
- Smith & Wesson No.3

### Puške
- Berdan rifle
- GRC Gewehr 88/05
- Martini–Henry Mk I
- Mauser M1887
- Mauser M1890
- Mauser M1893
- Mauser M1903, M1905 i M1908
- Peabody–Martini–Henry M1874
- Remington M1866 Rolling Block
- Snider–Enfield Mk III
- Vinčester M1866

### Mitraljezi
- Bergmann MG15nA
- DWM MG 08 i MG 08/15
- Hotchkiss M1900
- Maksim (mitraljez)
- Nordenfelt multiple barrel gun
- Švarcloze M1907/12
- Vikers

### Granate
- M1915, M1916 i M1917 Stielhandgranate

### Bacači plamena
- Kleinflammenwerfer M1911
- Wechselapparat

### Pešadijski minobacači
- Granatenwerfer 16

## Portugalska Republika

### Pištolji
- Luger P08
- Mauzer C96
- Saint Étienne M1892
- Savage M1907
- Smith & Wesson No.3
- Smith & Wesson M1899 Military

### Puške
- Steyr-Kropatschek M1886
- Lee–Enfield Short Magazine Mk III (Koriste ga portugalske snage na Zapadnom frontu)
- Mauser-Verqueiro M1904
- Portuguese Mannlicher M1896
- M1917 Enfield

### Mitraljezi
- Lewis M1917
- Lewis Mk I
- Vickers Mk I

### Minobacači
- Stokes mortar

## Kraljevina Rumunija

### Pištolji
- Nagant M1895
- Ruby M1914
- Saint Étienne M1892
- Smith & Wesson No.3
- Steyr M1912

### Puške
- Berthier M1907/15
- Gras M1874
- Lebel M1886/93
- Mannlicher M1888/90
- Mannlicher M1893
- Mannlicher M1895
- Mosin–Nagant M1891
- Peabody–Martini–Henry M1879
- Vetterli M1870/87

### Mitraljezi
- Chauchat M1915
- Colt–Browning M1895/14
- DWM MG 08
- Hotchkiss M1914
- Lewis Mk I
- Maxim M1907 i M1909
- Saint Étienne M1907
- Schwarzlose M1907/12
- Vickers Mk I

## Rusko carstvo

### Hladno oružje
- Kindžal
- Šaška

### Pištolji
- Browning FN M1903
- Colt M1911
- Luger P08
- Mauzer C96
- Nagan M1895
- Smit i Veson model 3

### Puške
- Arisaka Type 30
- Arisaka Type 35
- Arisaka Type 38
- Berdan M1868 i M1870
- Berthier M1907/15
- Carl M1865
- Chassepot M1866/74
- Fedorov M1916 Avtomat
- Gras M1874
- Krnka M1867
- Kropatschek M1878 i M1884
- Lebel M1886/93
- Mosin–Nagant M1891 i M1907
- Murata rifle
- Martini-Henri
- Remington M1910 Rolling Block
- Snajder-Enfild
- Springfield M1892
- Vetterli M1870 i M1870/87
- Vinčester M1873
- Winchester M1876
- Winchester M1886
- Winchester M1892
- Winchester M1895
- Winchester M1907
- Winchester M1910

### Mitraljezi
- Chauchat M1915
- Colt–Browning M1895/14
- Hotchkiss M1909
- Lewis Mk I i M1917
- Madsen M1902
- Maxim M1905
- Maxim M1910
- Vickers Mk I

### Granate
- Rdultovsky M1912 osvetljavajuća granata
- Rdultovsky M1914 i M1917

### Bacači plamena
- Tovarnitski portable flamethrower

### Minobacači
- Aasen 88.9mm M1915
- GR 90mm M1915

### Oružje za podršku
- Rosenberg 37mm M1915

## Kraljevina Srbija

### Pištolji
- Chamelot–Delvigne M1873, M1874 i M1876
- Gaser M1870/74
- Luger P08
- Mauzer C96
- Lefoše-Frankote M1871
- Nagan M1895
- Ruby pištolj M1914

### Puške
- Berdan M1868 i M1870
- Berthier M1892, M1892/16 i M1907/15
- Gras M1874
- Lebel M1886/93
- Vencl
- Mauzer-Kokina
- Mauzer 98
- Zastava M1910
- Mosin–Nagant M1891

### Mitraljezi
- Chauchat M1915
- DWM MG 08
- Hotchkiss M1914
- Lewis Mk I
- Maksim M1905
- PM M1910
- Schwarzlose M1907/12

### Granate
- Vasić M1912

### Bacači plamena
- Schilt portable flamethrower

### Minobacači
- Saint Étienne 58mm T No.2

## Sjedinjene Američke Države

### Hladno oružje
- Bolo knife
- M1905 bayonet
- M1917 bayonet
- M1917 i M1918 trench knife

### Pištolji
- Kolt M1873 Mirotvorac
- Colt M1889
- Colt M1892
- Colt M1900
- Colt M1903 Pocket Hammerless
- Colt M1905 Marine Corps
- Colt M1909 New Service
- Colt M1911
- Colt M1917
- Savage M1907
- Smith & Wesson M1899
- Smith & Wesson M1917

### Sačmarice
- Browning Auto-5
- Remington M1910-A
- Winchester M1897
- Winchester M1912

### Puške
- Berthier M1907/15
- Browning M1918
- Enfield M1917
- Lee–Enfield Short Magazine Mk III
- Lee M1895 Navy
- Springfield M1873 (izdato trupama u rezervi)
- Springfield M1896 i M1898
- Springfield M1903
- Winchester M1886
- Winchester M1892
- Winchester M1894
- Winchester M1895
- Winchester M1907
- Winchester M1910

### Mitraljezi
- Benét–Mercié M1909
- Browning M1917
- Chauchat M1915 i M1918
- Colt–Browning M1895/14, Marlin Rockwell M1917 i M1918
- Colt–Vickers M1915
- Getlingov top
- Hotchkiss M1914
- Lewis M1917
- M1918 BAR

### Granate
- F1 M1916
- Mk 1 grenade
- Mk 2 grenade
- Mk 3 grenade
- Mills bomb No.5, No.23 i No.36 (Takođe poznat kao "Mills")
- Viven-Bessières M1916 rifle grenade

### Minobacači
- Livens Projector
- Newton 6-inch mortar
- Saint Étienne 58mm T No.2
- Stokes mortar

### Oružje za podršku
- Puteaux 37mm M1915

## Oružje koje se koristi u rovovskim napadima
- Billhook
- Brass knuckles
- Claymore
- E-tool
- Fascine knife
- French Nail
- French raiding hammer
- Секира
- Mace
- Мачета
- Pickaxe handle
- Push dagger
- Ашов
- Stiletto
- Trench knife
- Trench raiding club
- Webley Mk I, Mk II and Mk III

## Koncepti i prototipovi
Vatreno oružje
- Prilutsky M1914
- Webley-Mars Automatic Pistol
- Belt buckle pistol

Automati
- Andrews M1917[7]
- Chauchat-Ribeyrolles M1918 pištolj-mitraljez
- Frommer M1917 Stop doppel machinen pistole (Verzija sa duplom cevi)
- Standschütze Helriegel M1915 Mitraljez (Standschutze je bila jedinica milicije koja je bila naoružana s tim)
- Schwarzlose submachine gun[8]
- Sturmpistole M1918
- Thompson M1917 Persuader
- Thompson M1918 Annihilator
- Villar-Perosa OVP M1918 (Jednocevna verzija)
- Walther M1918 pištolj-mitraljez

Puške
- Fiat-Revelli M1916 automatski karabin
- Howell M1915 poluautomatska puška
- Huot M1916 automatska puška
- Knotgen M1914 automatska puška
- Lewis M1918 automatic rifle[9]
- Ribeyrolles M1918 automatski karabin
- Cei-Rigotti M1895 automatska puška
- Springfield-Pedersen M1903 Mark I poluautomatska puška
- Winchester-Burton M1917 automatska puška [9]
- Rossignol ENT automatska puška
- Thornycroft karabin
- Esser-Barrat puška
- Pattern 1913 Enfield puška

Mitraljezi
- Berthier M1908 mitraljez [5] (Verzija sa vazdušnim hlađenjemn)
- Berthier M1911 mitraljez [5] (Verzija sa vodenim hlađenjem)
- Caldwell M1915
- Darne M1916 mitraljez
- De Knight M1902/17[5]
- DWM Parabellum MG 13[10] (Kombinacija verzije sa vodenim i vazdušnim hlađenjem)
- Fokker-Leimberger M1916 mitraljez
- Johnston D1918[11]
- Knotgen M1912 mitraljez
- S.I.A. M1918[10]
- Schwarzlose M1905 mitraljez [5]
- Ripley machine gun

Bacači granata
- Blanch-Chevallier grenade launcher

Vođeno eksplozivno oružje
- Aubriot Gabet Land torpedo (Kablovska vođena eksplozivna mašina)
- Dayton-Wright-Kettering Bug (Daljinski upravljivi eksplozivni avion)
- Hewitt-Sperry Automatic (Daljinski upravljivi eksplozivni avion)
- Royal Aircraft Factory Ruston Proctor AT (Daljinski upravljivi eksplozivni avion)
- Schneider Crocodile land torpedo (Dve verzije eksplozivne mašine sa kablom)
- Simms Land torpedo (Kablovska vođena eksplozivna mašina)
- Wickersham Land torpedo (Kablovska vođena eksplozivna mašina)

## Bibliografija
- David Miller. (2003). "The illustrated directory of 20th century guns". Minneapolis, Minnesota: Zenith imprint.  9780760315606.
- David Nicolle. (1989). "Lawrence and the Arab revolts". Cumnor Hill, Oxford: Osprey publishing.  0850458889.
- James H. Willbanks. (2004). "Machine guns: An illustrated history of their impact". Santa Barbara, California: ABC-CLIO.  1851094806.
- Jeff Kinard. (2004). "Pistols: An illustrated history of their impact". Santa Barbara, California: ABC-CLIO.  1851094709.
- John Walterll. (2006)."The rifle story: An illustrated history from 1756 to the present day". Norwalk, Connecticut: MBI Publishing company.  9781853676901.
- Robert W.D. Ball. (2011). "Mauser military rifles of the world". Iola, Wisconsin: New York City, New York: F+W Media, Inc.  9781440228803.
- Wayne Zwoll. (2003). "Bolt action rifles". Iola, Wisconsin: Krause publications.  1440224064.